# Zlín Trenér
Zlín Trenér je dvoumístný jednomotorový dolnoplošník, který je konstruován na ucelený letecký výcvik, včetně akrobacie při obsazení s jedním i se dvěma piloty. Vzniklo mnoho modifikací a variant letounu, z nichž byla spousta vyvážena za hranice.

## Vývoj

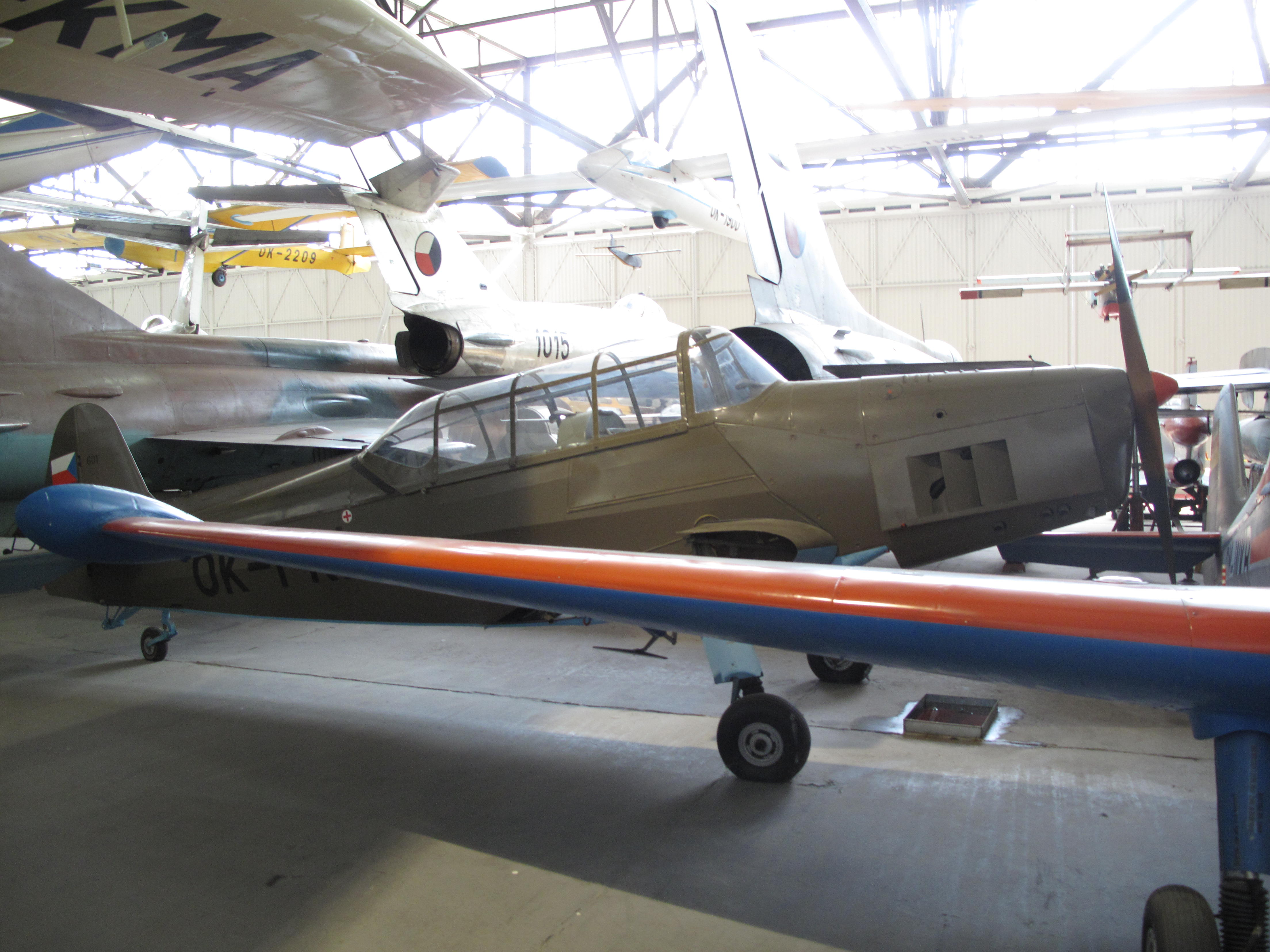
Zlín Z-26 v muzeu Kbely

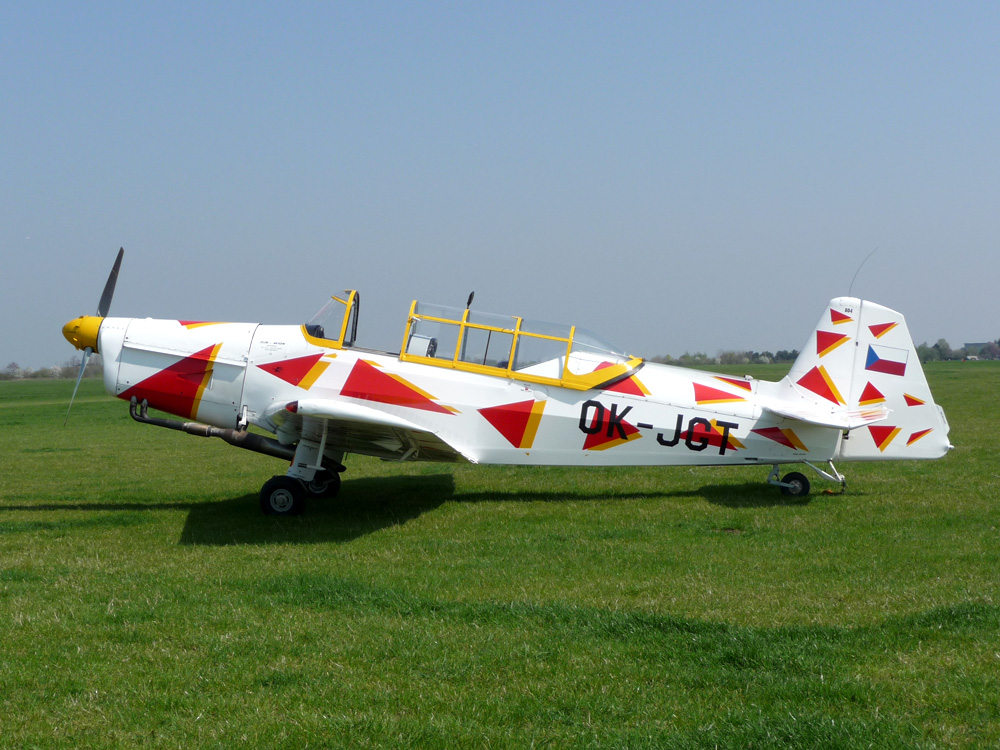
Zlín Z-226 Trenér

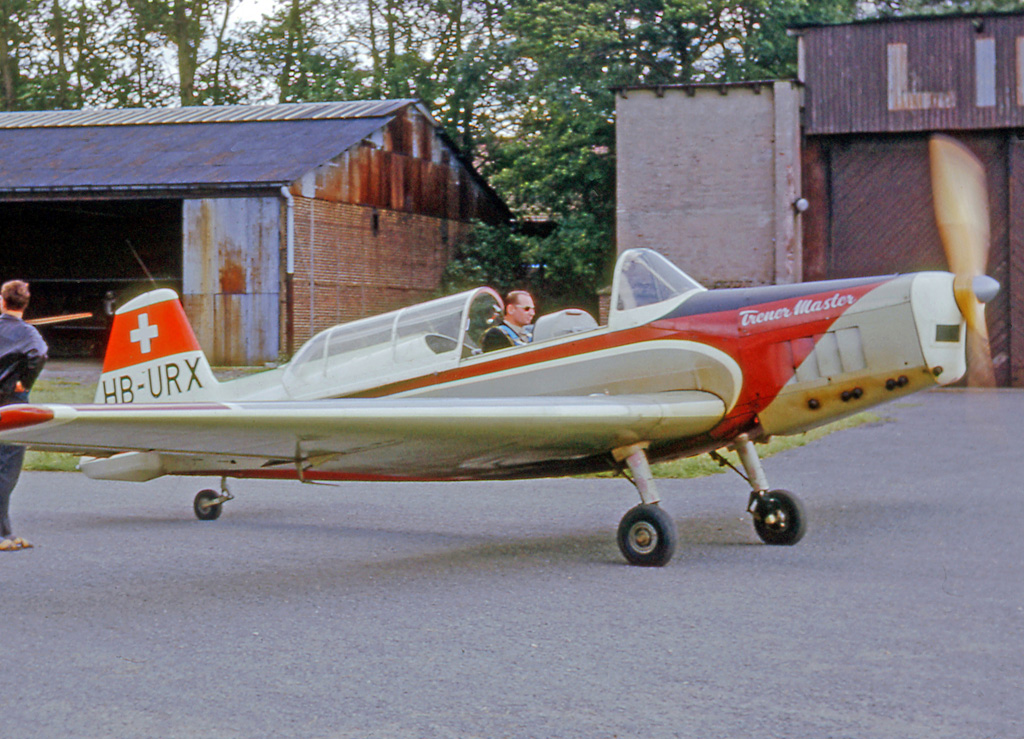
Švýcarský Zlín Z-326 Trener Master v roce 1965

Po druhé světové válce vypsalo čs. ministerstvo národní obrany požadavek na školní letoun se dvěma sedadly za sebou a s dvojím řízením. V letecké továrně v Otrokovicích vznikl projekt, který byl přijat, a tak první prototyp stroje (imatrikulace OK-COA) vzlétl 20. října 1947 s pilotem L. Švábem. Letoun dostal označení Zlín Z-26 Trenér, v československém vojenském letectvu nesl typové označení C-5. Jednalo se o stroj smíšené konstrukce, který měl trup svařený z trubek, byl potažený plátnem a měl celodřevěné křídlo i ocasní plochy. Sériová výroba se v Otrokovicích rozběhla v roce 1949 a dala ve dvou letech celkem 163 stroje.
V roce 1952 odebralo 36 letounů Z-26 Polsko, které v období 1958–59 prošly revizí. Při ní dostaly nová křídla zhotovená v opravnách polského aeroklubu v Krosně. V roce 1963, před mezinárodní soutěží socialistických států v letecké akrobacii v Moskvě, přišel polský akrobat Stanislaw Kasperek s návrhem, upravit Z-26 na jednomístný akrobatický speciál. Přestavbu provedl aeroklub a podnik WSK ve Swidniku. Změny se týkaly kabiny, vybavení a instalací; vztlakové klapky byly zablokovány v zavřené poloze, kola podvozku dostala kapoty a letoun byl odlehčen. První byl přestavěn Z-26 výr. č. 622 SP-ASG a nazván Super Kasper Akrobat. V Moskvě s ním soutěžil iniciátor S. Kasperek. Stroj se osvědčil, takže polský aeroklub objednal další přestavby. Ty se uskutečnily v létech 1964-65 opět v Krosně a týkaly se letounů SP-ART, -ASM, -APW, -ARA, -ARE, -ARS, -ARY, -ASA, -ASB, -ASD, -ASE, -ASH a -ASU. Další přestavby měly více změn, např. sejmuté vztlakové klapky a jejich náhony a přidaná okénka v podlaze. V roce 1965 pokusně létal SP-APW s motorem Walter Minor 6-III o výkonu 118 kW. Výsledkem zkoušek byly přestavby Z-26 na letoun s tímto výkonnějším motorem a s pevnou dřevěnou vrtulí. Nový akrobatický speciál se nazýval Beskid 1. Nejprve vznikly tři stroje SP-AST, -ASN a -ARD, další SP-ASM a později také SP-ASN měly vrtuli kovovou, stavitelnou. Všechny přestavěné Z-26 přestaly létat v roce 1970. 
Dalším vývojem vznikl modernizovaný typ Z-126, jenž byl osazen čtyřválcovým motorem Walter Minor 4-III, který navrhl ing. Karel Tomáš, měl již celokovová křídla i ocasní plochy, a místo hydraulických brzd se montovaly jednodušší mechanické. Tento stroj poprvé vzlétl 8. října roku 1953, sériová výroba započala v roce 1954. Vzhledem k tomu, že se jednalo o moderní a zdařilý typ letounu, kterého bylo vyrobeno 169 kusů, došlo i k vývozu do zahraničí (Austrálie, Čína, Finsko, Indonésie, Jemen, Kanada, NDR, NSR, Rakousko, Švýcarsko, USA). V letectvu ČSLA dostal letoun označení C-105.
Výměnou původních šestiválců Minor 6-III za čtyřválcové Minor 4-III u starších Z-226T, vznikla v pozdějších letech verze Z-126T. 
9. dubna 1955 vzlétl prototyp verze Z-226B Bohatýr (OK-JFA). Stroj, který vznikl z požadavku na vlečný letoun, byl osazen šestiválcovým motorem Walter Minor 6-III o výkonu 118 kW, byla na něm provedena řada technických změn včetně odstranění předního řízení a zástavba vlekacího zařízení. Celkovým odlehčením o 50 kg došlo k zlepšení stoupavosti a ke zkrácení vzletu. Sériová produkce započala v roce v roce 1956, která dala vzniknout celkem 77 letounům (OK-KME a dále).
12. dubna 1956 zalétal šéfpilot Moravanu Leopold Brabec prototyp Z-226T Trener 6 (OK-JEB). Sériové stroje měly dvojí řízení pro výcvik pilotů, ale v jednomístném obsazení mohly létat plnou akrobacii. Výroba dala v období od března 1957 do prosince 1961 283 sériové „téčka“. Byly exportovány do SSSR, Egypta, NDR, Maďarska, Rumunska a Vietnamu.
Na počátku sériové stavby Trenérů 6 vyrobil podnik Moravan čtyři prototypy jednomístných letounů Z-226A Akrobat (OK-KMA až KMD). První let proběhl 22. září 1956. Zprvu působily tři Akrobaty v aeroklubu v Olomouci, kde na nich létala skupina Miloslava Přikryla.
Instalací motorů M-137A se z Trenérů Z-226T a Z-226B stává typ Z-226M. Konverze prováděl podnik ÚV Svazarmu Aerotechnik v Uherském Hradišti-Kunovicích. V letech 1957–1961 bylo vyrobeno 283 kusů letounů Z-226 všech modifikací (vojenské označení C-205).
Dalším vývojovým typem byl Zlín Z-326 Trenér Master (s motorem Walter M-337), který měl částečně elektricky zatahovací podvozek, došlo k zvýšení rychlosti na 260 km/h, stoupavost u země se v důsledku zvýšené hmotnosti snížila na 5 m/s. První ze tří prototypů (OK-LHA až LHC) vzlétl 12. srpna roku 1957, letoun se vyráběl od roku 1959 do roku 1968 v celkové produkci 420 strojů. Jeho vojenské označení v čs. armádě bylo C-305.
Dne 13. dubna 1960 byl zalétán první Z-326A Akrobat (OK-OND), který po ukončení zkoušek pokusně obdržel automatickou vrtuli V-503 a poté prodán do Maďarska. Akrobat neměl přístrojové vybavení pro lety bez vidu, avšak obdržel radiostanici UKV pro instruování pilota-akrobata ze země. Vnitřní zásoba paliva byla snížena, na konce křídla však bylo možno na přání zákazníka instalovat dvě přídavné palivové nádrže. Z celkové výroby 15 kusů odebraly tehdejší SSSR a NDR 10 letounů.
Náhradou původní motorové jednotky za M-137A se z typu Z-326 stal Z-326M a zabudováním motoru M-337 do starších Z-326 zase Z-326MR. 
Další modifikace Trenéra se objevila v roce 1963 úpravou ze Z-226A (OK-KMB), která spočívala především v montáži dvoulisté, hydraulicky ovládané stavitelné vrtule V-500. Nová varianta obdržela označení Z-226AS Akrobat Speciál. Na standard Z-226AS byly vedle tří původních Z-226A upraveny i některé další letouny, z nichž poslední dostaly ještě dokonalejší vrtule V-503 s mnohalopatkovým větrníkem na přídi vrtulového krytu, který poháněl náporem vzduchu čerpadlo hydraulické kapaliny.
3. září 1965 byl zalétán šéfpilotem Vlastimilem Bergem další dvoumístný typ Z-526 Trenér Master, který byl upraven ze staršího Z-326 (OK-SND). Sériová výroba letounu probíhala v letech 1966–1969 a vyrobeno bylo 61 kusů. Zlín Z-526 byl vyvážen do mnoha zemí světa (Belgie, Bulharsko, NDR, Francie, Itálie, JAR, NSR, Polsko, Španělsko, Švýcarsko, USA). V této verzi došlo ke změně palivové a olejové instalace, tvar motorové kapoty a přístrojové vybavení. Hlavní pilotní sedadlo se přemístilo z předního prostoru do zadního.
Ze základní dvousedadlovky byl odvozen jednomístný akrobatický stroj Z-526A Akrobat, zalétaný 16. dubna 1966 a vyrobený v počtu 20 letounů.
Požadavek akrobatických pilotů na stroj snášející větší hodnoty kladných i záporných hodnot přetížení vyústily ve verzi Z-526AS Akrobat Speciál. Přední část trupu byla mírně zkrácena, na letoun byl namontován lehčí a aerodynamičtější kryt kabiny. První z pěti vyrobených akrobatických speciálů (OK-WXA až WXE) byl zalétán 29. března 1968.
24. dubna 1969 byl zalétán prototyp Z-526F (OK-SNA) s motorem Avia M-137A. Díky výkonnějšímu motoru a účinnější vrtuli V-503A mohla být tato modifikace využívána pro základní i pokračovací výcvik, pro vlek větroňů a jako první z řady Trenérů umožňovala plný akrobatický výcvik ve dvoumístném obsazení. V rozmezí let 1969 až 1974 bylo v podniku Moravan postaveno 172 kusů exportovaných například do USA, Rumunska (32), Polska (50) a na Nový Zéland. 
O průnik na zahraniční trhy, zejména s orientací na tehdejší západní státy se n.p. Moravan Otrokovice pokoušel s typem Z-526L. Prototyp (OK-95) zalétaný v srpnu 1969 poháněl motor Lycoming AIO-360-B1B s výkonem 147 kW, který roztáčel dvoulistou stavitelnou vrtuli Hartzel C2YK-4R/C. Z licenční dohody s francouzskou firmou Reims Aviation, která měla Z-526L vyrábět pod obchodním názvem Skydevil, nakonec sešlo a šest postavených strojů putovalo do Rakouska, Švýcarska, Španělska a Jugoslávie. 
Pro mistrovství světa v letecké akrobacii v roce 1970 bylo pět Z-526AS (OK-WXA až WXE) přestavěno na jednomístné akrobatické speciály Z-526AF Akrobat. V těchto letounech byla instalována pohonná jednotka M-137A opatřená vrtulí V-503A. Vzlet prvního byl proveden 27. března 1970.
Následující akrobatická jednosedadlovka Z-526AFS měla zcela novou konstrukci nosné plochy, která byla o 1 756 mm zkrácena a na odtokové hraně byla namontována nová velká dvojitá křidélka. Touto inovací se podařilo zvýšit obratnost a zmenšit moment setrvačnosti kolem podélné osy. První prototyp (OK-YRA) zalétaný 25. září 1970 vznikl namontováním nového křídla na sériový stroj Z-526AF. V rámci odlehčení stroje se zmenšila také zásoba paliva ze dvou nádrží po 45 l na dvě po 35 l. V letech 1971 až 1972 bylo postaveno 45 Z-526AFS, které byly pro své zmenšené rozměry našimi piloty přezdívané „kraťas“.
Další jednosedadovkou odvozenou z typu Z-526 byla varianta Z-526FI, vyrobená v počtu 15 kusů na export pro Irák. Až na kratší kabinu byly shodné se Z-526F.
1. listopadu 1980 se do vzduchu poprvé vznesla modifikace Z-526 AFM Condor (OK-KZA) pro potřeby vrcholového střediska sportu Svazarmu v Brně. Stroj vznikl v Aerotechniku Kunovice pro vlek vysokovýkonných větroňů při vyšších rychlostech. Trup a ocasní plochy byly převzaty z letounu Z-526AS, kabina byla krátká jednomístná. Křídlo vycházelo z typu Z-326 s mechanicky ovládanými klapkami, podvozek byl řešen jako zatažitelný. Jako pohon byl zvolen motor M-337AK o výkonu 154 kW s elektricky stavitelnou vrtulí V-410.
Poslední typ vývojové řady Z-726 Universal byl zalétán Vlastimilem Bergem 7. března 1973. Letoun byl řešen jako dvoumístný se zatažitelným podvozkem s motorem Avia M-137AZ. Křídlo se vztlakovými klapkami bylo technologicky shodné s verzí Z-526L. Sériová výroba probíhala v období let 1973 až 1974, kdy bylo vyrobeno 31 kusů Z-726.
Instalací pohonné jednotky M-337A o výkonu 154 kW s vrtulí V-500A do draku Z-726 vznikl model Z-726K, jehož první prototyp (OK-078) zalétal 22. srpna 1973 Milan Tošovský. „Káčko“ se však sériově nevyrábělo, zůstalo pouze u dvou prototypů.

## Sportovní úspěchy

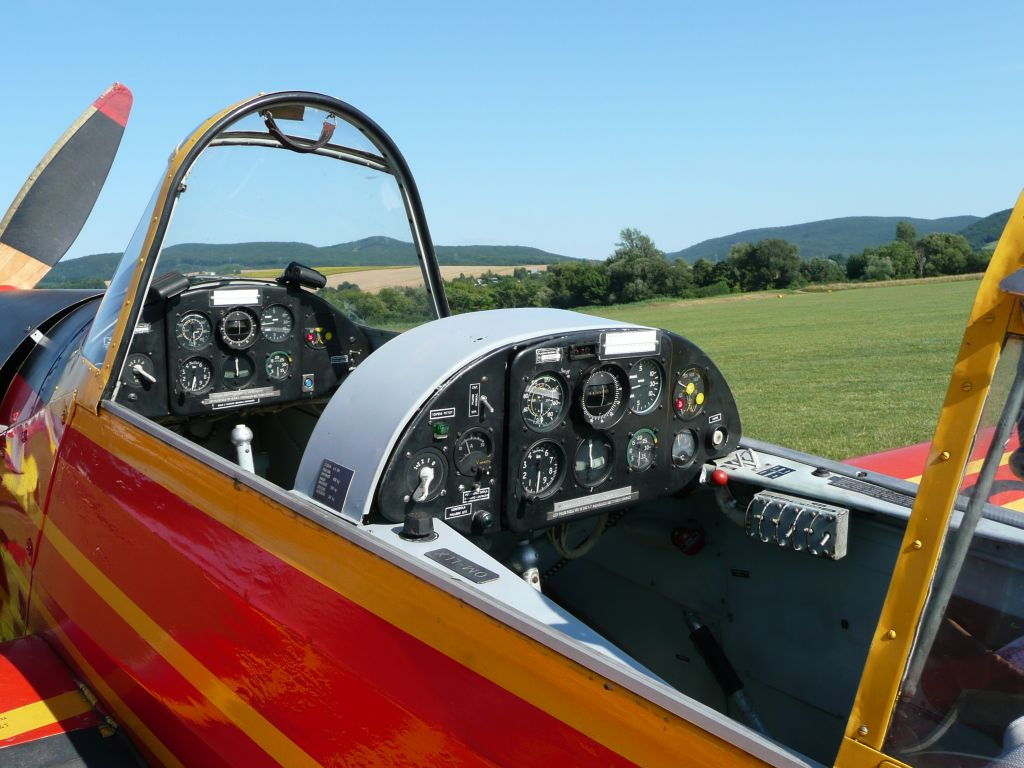
Kokpit stroje Z-226M (OM-LLX)

Hned první mezinárodní účast Zlínu Z-226T Trenér 6 na druhém ročníku soutěže o trofej Lockheed Trophy, který se konal v roce 1956 v Coventry, znamenala pro letoun úspěch. V soutěži, která byla považovaná za neoficiální mistrovství světa v letecké akrobacii, získal druhé místo ing. Jiří Bláha. Již příští rok však v této soutěži vybojoval Vilém Krysta na stroji Z-226A Akrobat zlato, další dva naši letci skončili na 4. a 5. místě. Následující čtvrtý ročník vyhrál v roce 1958 francouzský reprezentant Léon Biancotto na stroji Trenér 6, druhé místo na stejném stroji obsadil československý akrobatický pilot Zdeněk Beseda. Neúčast na této soutěži v roce 1959 si českoslovenští sportovní akrobaté vynahradily v roce 1960 stříbrnou medailí Juraje Šouce na Trenéru 6, sedmý ročník vyhrál opět Zlín Akrobat a umísťuje se i na třetí pozici. Ročník 1963 vyhrává Jaromír Hůlka na Z-226AS (OK- KMB). Je to devátý ročník závodu Lockheed Trophy, který se započítává do pořadu mistrovství světa. Soutěž se koná v anglickém Coventry. Ročník 1964 vyhrává Juraj Šouc se strojem Z-226AS (OK-KMA), třetí místo obsadil na stejném typu Ladislav Bezák (OK-KMB), čtvrtá příčka patřila Jiřímu Stoklasovi (OK-MFS) a Ladislav Trebatický skončil pátý.
První mistrovství světa v letecké akrobacii uspořádala Mezinárodní letecká federace FAI v roce 1960 v Bratislavě. První místo vybojoval na odlehčené Z-226T (OK-MFJ) Ladislav Bezák (mylně uváděno Z-226A) následovaný Jiřím Bláhem a třetím Františkem Skácelíkem. Českoslovenští letci se tak se svými Trenéry opět zařadili mezi světovou akrobatickou elitu. Druhý ročník mistrovství světa konaný v Budapešti v roce 1962 vyhrál domácí akrobat Tóth na Z-226T, bronz a čtvrté místo získali českoslovenští akrobaté Jaromír Hůlka a Ladislav Bezák na Z-226A a Z-226T. Třetí mistrovství světa v letecké akrobacii pořádalo Španělsko v Bilbau, kde si zlatou medaili odnesl domácí pilot Castano soutěžící na Z-326, druhou a třetí pozici obsadili naši piloti Ladislav Bezák a Ladislav Trebatický na Z-226AS. Stejný typ dopomohl Evě Kaprasové (OK-KNW) ke třetímu místu v kategorii žen. 4. mistrovství světa se konalo 7. – 14. srpna 1966 v Moskvě, kde se za Československo nejlépe umístil na čtvrtém místě Ladislav Bezák na letounu Z-526. 
Šesté mistrovství světa se konalo v červenci 1970 v Hullavingtonu ve Velké Británii. Nejlépe se za Zlíny umístil Angličan Williams se strojem Z-526F, který se umístil na pátém místě, osmé a desáté obsadili za ČSSR na letounech Z-526AF piloti Ivan Tuček a Jiří Kobrle. Sedmé utkání nejlepších akrobatů světa se konalo ve francouzském Salon-de-Provence 18. – 31. července 1972. Z-526AFS Akrobat Speciál Jiřího Kobrleho skončil na sedmém místě. Českoslovenští letečtí akrobaté se na Z-526AFS zúčastnili rovněž I. mistrovství Evropy, které se konalo 1.-6. června 1975 v dánském Esbjergu. Nejlepšího umístění dosáhl Ivan Tuček, který obsadil 5. místo, na 6. se umístil akrobat Šmíd a třetí účastník za ČSSR, Jiří Kobrle, skončil na 11. místě. Pokračující ústup z akrobatické špičky potvrdilo 8. MSLA v Kyjevě v roce 1976, kde Z-526AFS obsadily nejlepší 10. místo.

## Specifikace (Zlín Z-26)

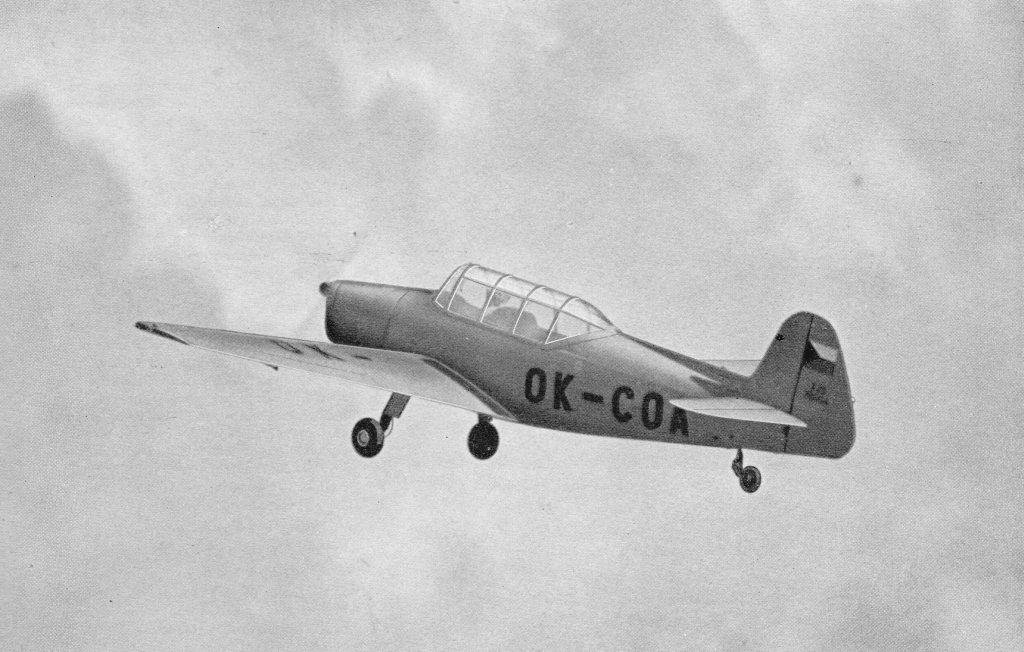
Zlín Z-26 Trenér

### Technické údaje
- Rozpětí: 10,26 m
- Délka: 7,49 m
- Nosná plocha: 14,62 m²
- Hmotnost prázdného stroje: 505 kg
- Vzletová hmotnost: 750 kg
- Pohonná jednotka: Walter Minor 4-III
- Vzletový výkon: 77 kW

### Výkony
- Maximální rychlost: 203 km/h
- Letová rychlost: 185 km/h
- Dostup: 4 700 m
- Dolet: 600 km

## V kultuře
Z-126 s imatrikulací OK-JHC, výrobní číslo 816, ztvárnil hlavní roli v českém celovečerním filmu režiséra Davida Baldy Narušitel (2019).
Z-226T OK-MGU, výrobní číslo 193, účinkoval ve filmu Vysoká modrá zeď (1973).